# 325 до н. е.

## Події
- від Александра Македонського втік до Афін скарбник Гарпал.
- перша історична згадка про фризів у давногрецького географа та мореплавця Піфея Массалійського
- Штурм міста маллів

## Народились
- Гай Клавдій Каніна
- Гунсунь Лун
- Марк Емілій Лепід (консул 285 року до н. е.)
- Публій Корнелій Долабелла (консул 283 року до н. е.)